# Мюсонг, Петер Мафани
Петер Мафани Мюсонг (фр. Peter Mafany Musonge; род. 3 декабря 1942, Британский Камерун) — государственный и политический деятель Камеруна. С 1996 по 2004 год занимал должность премьер-министра страны.

## Биография
Родился в Муеа в департаменте Фако Юго-Западного региона Камеруна. Получил степень бакалавра наук в области гражданского строительства в Университете Дрекселя и степень магистра в области структурной инженерии в Стэнфордском университете, а также работал над различными проектами развития. Был давним сторонником и помощником президента Камеруна Поля Бийя. Является англоязычным камерунцем и членом этнической группы баквери. Оставил должность премьер-министра после перестановки в правительстве, последовавшей за успешным переизбранием Поля Бийи в 2004 году, на котором Мюсонг выполнял функции руководителя кампании.
Является членом Центрального комитета правящего Камерунского народно-демократического движения (КНДД). 4 апреля 2007 года Поль Бийя назначил Петера Мюсонга Великим канцлером национальных орденов.
В мае 2013 года президент Поль Бийя назначил Петера Мюсонга членом сената Камеруна. Он стал одним из 30 сенаторов, получивших места по назначению президента, а остальные 70 сенаторов были избраны путем не прямого назначения. Поль Бийя назначил по три сенатора от каждого региона, а Петер Мюсонг был одним из трех сенаторов от Юго-Западного региона. Высказывались предположения, что он может получить пост председателя сената, но 12 июня 2013 года на эту должность был избран Марсель Ниат Нджифенджи. Вместо этого Петер Мюсонг был назначен председателем парламентской группы КНДД в сенате.

## Примечание
1. 1 2  "Peter Mafany Musonge, le Premier ministre" Архивировано 27 сентября 2007 года., Afrique Express
2. ↑  List of members of the RDPC Central Committee Архивировано 30 июня 2007 года., RDPC website
3. ↑  Kini Nsom, "Biya Overhauls CPDM Machinery, Appoints New SG" Архивная копия от 10 октября 2020 на Wayback Machine, The Post (Cameroon), April 10, 2007.
4. ↑  Daniel Kameni, "Cameroun: La liste des 100 sénateurs" Архивная копия от 12 ноября 2013 на Wayback Machine, Mutations
5. ↑  Armelle Nya, "Cameroun : Marcel Niat Njifenji élu président du Sénat" Архивная копия от 28 августа 2013 на Wayback Machine, Jeune Afrique